# Lepturges scitulus
Lepturges scitulus là một loài bọ cánh cứng trong họ Cerambycidae.